# Никола Апчев
Никола Петров Апчев е български свещеник, учител и революционер, деец на Вътрешната македоно-одринска революционна организация.

## Биография
Роден е в 28 октомври 1870 година в кайлярското село Конуй, тогава в Османската империя, днес Дросеро, Гърция. По професия е учител и 12 години - 1 септември 1890 година до 31 август 1902 година, преподава в родното си село.
В 1908 година отново става учител и от 1 септември 1908 година до 31 август 1910 година преподава в градчето Деркос, Чаталджанско. След това в учебната 1910/1911 година преподава в съседното на Конуй българско кайлярско село Дебрец, а на следната учебна 1911/1912 година преподава в родното си Конуй.
Апчев същевременно развива революционна дейност и е деен член на комитета на ВМОРО в Конуй от основаването му. В 1902 година, поради шпионска афера е принуден да бяга в Свободна България. В България се присъединява към Върховния комитет на генерал Иван Цончев. С отряда на Цончев взима участие в Горноджумайското въстание през есента на 1902 година. На следната 1903 година участва в Илинденско-Преображенското въстание с четата на Илия Карабиберов в Мариово.
След разгрома на въстанието, отново бяга в Свободна България. В 1908 година, след Младотурската революция и амнистията, се връща в Конуй, където отново е назначен за учител и работи до 1912 година.
В 1912 година екзарх Йосиф I Български го ръкополага в Цариград за свещеник и го назначава за енорийски свещеник в Конуй, но след Междусъюзническата война в 1913 година новите гръцки власти го принуждават да бяга в Свободна България и той се установява в село Ботьово, Варненско, където служи като енорийски свещеник до смъртта си на 12 март 1939 година.
На 30 март 1943 година, като жителка на Варна, съпругата му Елена Попниколова Петрова, родена в 1876 година в Дебрец, подава молба за българска народна пенсия, която е одобрена и пенсията е отпусната от Министерския съвет на Царство България.